# Wołodymyr Jemeć
Wołodymyr Ołeksandrowycz Jemeć (ukr. Володимир Олександрович Ємець, ros. Владимир Александрович Емец, Władimir Aleksandrowicz Jemiec; ur. 3 kwietnia 1937 w Nikopolu, w obwodzie dniepropetrowskim, Ukraińska SRR, zm. 9 listopada 1987 w Kiszyniowie, Mołdawska SRR) – ukraiński piłkarz, grający na pozycji obrońcy, trener piłkarski.

## Kariera piłkarska
W 1958 rozpoczął karierę piłkarską w miejscowej drużynie Trubowyk Nikopol. W 1961 próbował swoich sił w Metałurhu Dniepropetrowsk, po czym powrócił do Trubowyka Nikopol. W 1965 zakończył karierę piłkarską.

## Kariera trenerska
Pracę szkoleniową rozpoczął jeszcze będąc piłkarzem Trubowyka Nikopol. Potem pozostał w tym klubie na stanowisku asystenta trenera. W latach 1968–1970 prowadził nikopolski klub. Potem przez konflikt z kierownictwem klubu odszedł z klubu. Rok był bez pracy, aż w końcu 1971 przyjął propozycję trenować miejscowy klub "Silhosptechnika Nikopol", na bazie którego w końcu 1972 powstał Kołos Nikopol. Od 1973 razem z Hennadijem Żyzdykiem trenował Kołos Nikopol. W 1979 doprowadził klub do zwycięstwa w Drugiej Lidze i awansu do Pierwszej Ligi (2. liga). W czerwcu 1981 objął stanowisko głównego trenera Dnipra Dniepropetrowsk, z którym w 1983 zdobył Mistrzostwo ZSRR. W 1987 przyszedł na pomoc klubowi Nistru Kiszyniów, z którym zajął 1. miejsce w Drugiej Lidze. W ostatniej kolejce turnieju finałowego o awans do Pierwszej Ligi Nistru musiałby wygrać z Kubanią Krasnodar z wynikiem 3:0. Mecz zakończył się z wynikiem 2:0. Jemeć bardzo przeżywał i po tym meczu doznał zawału serca. Lekarzom nie udało się uratować życia trenera.

## Sukcesy i odznaczenia

### Sukcesy trenerskie
- mistrz ZSRR: 1983
- brązowy medalista Mistrzostw ZSRR: 1984, 1985
- mistrz Drugiej ligi ZSRR: 1979, 1987
- zdobywca Pucharu "Złoty Kłos": 1974, 1975

### Odznaczenia
- nagrodzony tytułem Zasłużonego Trenera Ukraińskiej SRR: 1975
- nagrodzony tytułem Zasłużonego Trenera Mołdawskiej SRR: 1987
- nagrodzony tytułem Zasłużonego Pracownika Kultury Fizycznej Ukraińskiej SRR: 1986
- nagrodzony Odznaczeniem Honorowym i Odznaczeniem Prezydium Rady Najwyższej Ukraińskiej SRR, odznaką "Przodownik Kultury Fizycznej ZSRR", orderem Leninowskiego Komsomołu, Odznaką Honorową "Honor Sportowy".